# ソニマージュ
ソニマージュ（フランス語: Sonimage、造語）は、フランスにかつて存在した映画製作会社で、映画監督ジャン＝リュック・ゴダールとアンヌ＝マリー・ミエヴィルによって設立された。本拠地はグルノーブル。

## 来歴・概要
1972年、ゴダールとジャン＝ピエール・ゴランが中心となって政治的映画をつくってきた匿名的映像作家グループ「ジガ・ヴェルトフ集団」（1968年 - 1972年）による『万事快調』の撮影に、ミエヴィルがスチルカメラマンとして参加、そこで出逢ったゴダールとミエヴィルは、新会社「ソニマージュ」をフランス・イゼール県グルノーブルに設立した。「ソニマージュ」は、音響（son）と映像（image）の対等な融合を意味する。
それまでゴダールは、1964年に当時の妻であった女優アンナ・カリーナとともに設立した製作会社「アヌーシュカ・フィルム」（1964年 - 1972年）を製作母体にしていたが、『万事快調』はその最後の作品となる。次作、つまりジガ・ヴェルトフ集団最後の作品『ジェーンへの手紙』は、この新会社による第一作となった。同年、同集団は解散、翌1973年ゴランはアメリカカリフォルニア州サンディエゴへ、ゴダールはパリを離れ、ミエヴィルとともにグルノーブルへ移り住む。
1975年、ジガ・ヴェルトフ集団解散後初のゴダール単独演出による新作、ミエヴィルとの共同脚本第一作、「ソニマージュ」の第二作にゴダールは『パート2』と名づけ、「『勝手にしやがれ』のパート2なのだ」と宣言する。確かに、彼の処女長編とおなじジョルジュ・ド・ボールガールのプロデュース作であり、ミエヴィルの脚本家デビュー作であり、ゴダールの再出発の作品であった。この企画をプロデュースしたのはジャン＝ピエール・ラッサム、『万事快調』をプロデュースし、かつてゴダールの『ウイークエンド』に出演した俳優ジャン・ヤンヌを監督デビューさせた敏腕若手プロデューサーであった。
ジャン＝ピエール・ラッサムの資金調達のもとに、『ヒア & ゼア こことよそ』（1976年）と『うまくいってる?』（1978年）を製作、またフランス国立視聴覚研究所（INA）の依頼のもとに長時間のビデオ映画シリーズ『6x2』（1976年）、『二人の子どもフランス漫遊記』（1977年 - 1978年）と、「ソニマージュ」社はゴダール＝ミエヴィルによるビデオ作品を連打する。まるでストローブ＝ユイレのようである。
1979年、ゴダールとミエヴィルは活動拠点をスイスに移し、レマン湖畔の小村ロール（Rolle）に工房を構える。ゴダールはこれを機に商業映画に復帰すべく、アラン・サルドによるプロデュースを受け、ゴダール単独演出作『勝手に逃げろ/人生』（1980年）の準備を開始する。本作の脚本には、ゴダール＝ミエヴィルのコンビに、ピエール・エテックスやルイス・ブニュエルの脚本家として知られるジャン＝クロード・カリエールが導入される。また同年ゴダールは、「JLGフィルム」を設立し、短篇『「勝手に逃げろ/人生」のシナリオ』をこちらで撮る。
1982年、ゴダールの商業映画復帰第二作『パッション』はフランスとスイスの合作であり6社が共同製作にあたったが、そのうち2社は「ソニマージュ」と「JLGフィルム」であった。カリエールがノンクレジットでゴダールの脚本に協力し、ミエヴィルはクレジットされていない。製作会社としての「ソニマージュ」社はこのとき役割を終えた。
もちろんゴダール＝ミエヴィルのコラボレーションはもちろん現在に至るまで続いている。『パッション』の次の長編劇映画『カルメンという名の女』は脚本ミエヴィル、監督ゴダールである。1990年の「ペリフェリア」社設立までは「JLGフィルム」だけが製作会社としての機能をつづけた。

## フィルモグラフィー
| 作品名/原題                                                     | 製作年          | 監督・脚本                               | 共同脚本                      | 備考                                         |
| --------------------------------------------------------------- | --------------- | ---------------------------------------- | ----------------------------- | -------------------------------------------- |
| ジェーンへの手紙 Letter to Jane: An Investigation About a Still | 1972年          | ジガ・ヴェルトフ集団 （ゴダール/ゴラン） |                               |                                              |
| パート2 Numéro deux                                             | 1975年          | ゴダール                                 | ミエヴィル                    |                                              |
| 6x2 Six fois deux/Sur et sous la communication                  | 1976年          | ゴダール/ミエヴィル                      |                               | テレビシリーズ                               |
| ヒア & ゼア こことよそ Ici et ailleurs                          | 1976年          | ゴダール/ミエヴィル                      |                               | ジガ・ヴェルトフ集団『勝利まで』の脱構築作品 |
| 二人の子どもフランス漫遊記 France/tour/detour/deux/enfants      | 1977年〜 1978年 | ゴダール/ミエヴィル                      |                               | テレビシリーズ                               |
| うまくいってる? Comment ça va?                                  | 1978年          | ゴダール/ミエヴィル                      |                               |                                              |
| 勝手に逃げろ/人生 Sauve qui peut (la vie)                       | 1980年          | ゴダール                                 | カリエール/ミエヴィル         |                                              |
| パッション Passion                                              | 1982年          | ゴダール                                 | カリエール （ノンクレジット） |                                              |